# Yquelon
Yquelon (prononcer /iklɔ̃/) est une commune du canton de Granville située dans le département de la Manche (région Normandie) en France, peuplée de 1 186 habitants.

## Géographie
Couvrant 214 hectares, le territoire d'Yquelon est le moins étendu du canton de Granville.
| Donville-les-Bains | Longueville | Longueville, Anctoville-sur-Boscq         |
| Granville          | Yquelon     | Anctoville-sur-Boscq                      |
| Granville          | Granville   | Saint-Planchers (sur moins de 200 mètres) |

### Hydrographie
La commune est située dans le bassin Seine-Normandie. Elle est drainée par le ruisseau du Boscq, le fossé 01 de Yquelon et un autre petit cours d'eau,.
Le ruisseau du Boscq, d'une longueur de 18 km, prend sa source dans la commune de La Meurdraquière et se jette  dans le golfe de Saint-Malo à Granville, après avoir traversé douze communes.

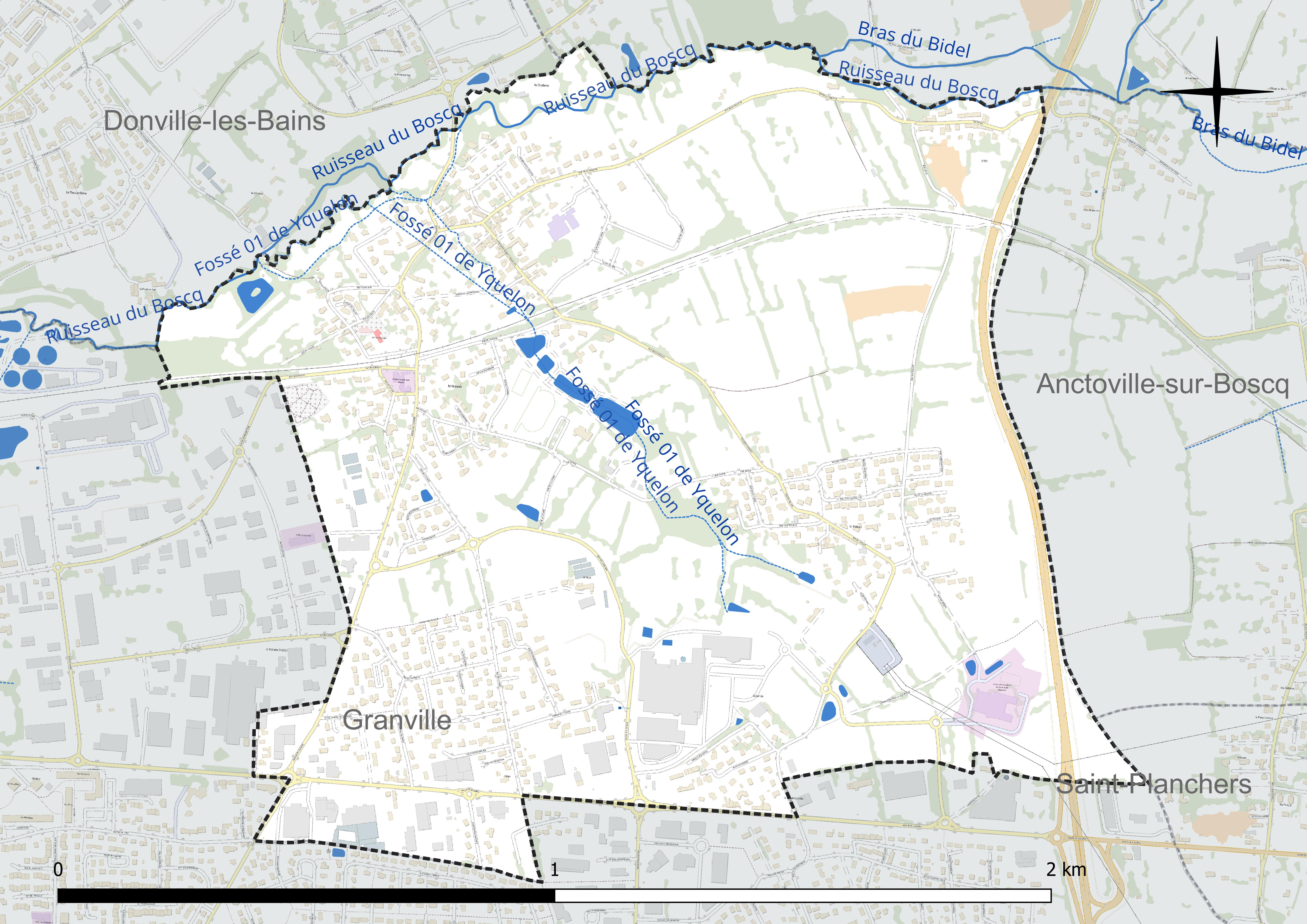
Réseau hydrographique d'Yquelon.

### Climat
Pour des articles plus généraux, voir Climat de la Normandie et Climat de la Manche.
En 2010, le climat de la commune est de type climat océanique franc, selon une étude du CNRS s'appuyant sur une série de données couvrant la période 1971-2000. En 2020, Météo-France publie une typologie des climats de la France métropolitaine dans laquelle la commune est exposée à un climat océanique et est dans une zone de transition entre les régions climatiques « Normandie (Cotentin, Orne) » et « Bretagne orientale et méridionale, Pays nantais, Vendée ». Parallèlement le GIEC normand, un groupe régional d’experts sur le climat, différencie quant à lui, dans une étude de 2020, trois grands types de climats pour la région Normandie, nuancés à une échelle plus fine par les facteurs géographiques locaux. La commune est, selon ce zonage, exposée à un « climat maritime », correspondant au Cotentin et à l'ouest du département de la Manche, frais, humide et pluvieux, où les contrastes pluviométrique et thermique sont parfois très prononcés en quelques kilomètres quand le relief est marqué.
Pour la période 1971-2000, la température annuelle moyenne est de 11,1 °C, avec une amplitude thermique annuelle de 11,6 °C. Le cumul annuel moyen de précipitations est de 949 mm, avec 13,6 jours de précipitations en janvier et 8,6 jours en juillet. Pour la période 1991-2020, la température moyenne annuelle observée sur la station météorologique la plus proche, située sur la commune de Longueville à 1 km à vol d'oiseau, est de 11,9 °C et le cumul annuel moyen de précipitations est de 802,4 mm,. Pour l'avenir, les paramètres climatiques de la commune estimés pour 2050 selon différents scénarios d’émission de gaz à effet de serre sont consultables sur un site dédié publié par Météo-France en novembre 2022.

## Urbanisme

### Typologie
Au 1er janvier 2024, Yquelon est catégorisée ceinture urbaine, selon la nouvelle grille communale de densité à sept niveaux définie par l'Insee en 2022. Elle appartient à l'unité urbaine de Granville, une agglomération intra-départementale regroupant neuf communes, dont elle est une commune de la banlieue,,. Par ailleurs la commune fait partie de l'aire d'attraction de Granville, dont elle est une commune de la couronne,. Cette aire, qui regroupe 34 communes, est catégorisée dans les aires de moins de 50 000 habitants,.

### Occupation des sols
L'occupation des sols de la commune, telle qu'elle ressort de la base de données européenne d’occupation biophysique des sols Corine Land Cover (CLC), est marquée par l'importance des territoires agricoles (51,1 % en 2018), en diminution par rapport à 1990 (65,1 %). La répartition détaillée en 2018 est la suivante : zones agricoles hétérogènes (33,4 %), zones urbanisées (24,6 %), zones industrielles ou commerciales et réseaux de communication (24,3 %), prairies (17,7 %). L'évolution de l’occupation des sols de la commune et de ses infrastructures peut être observée sur les différentes représentations cartographiques du territoire : la carte de Cassini (XVIIIe siècle), la carte d'état-major (1820-1866) et les cartes ou photos aériennes de l'IGN pour la période actuelle (1950 à aujourd'hui).

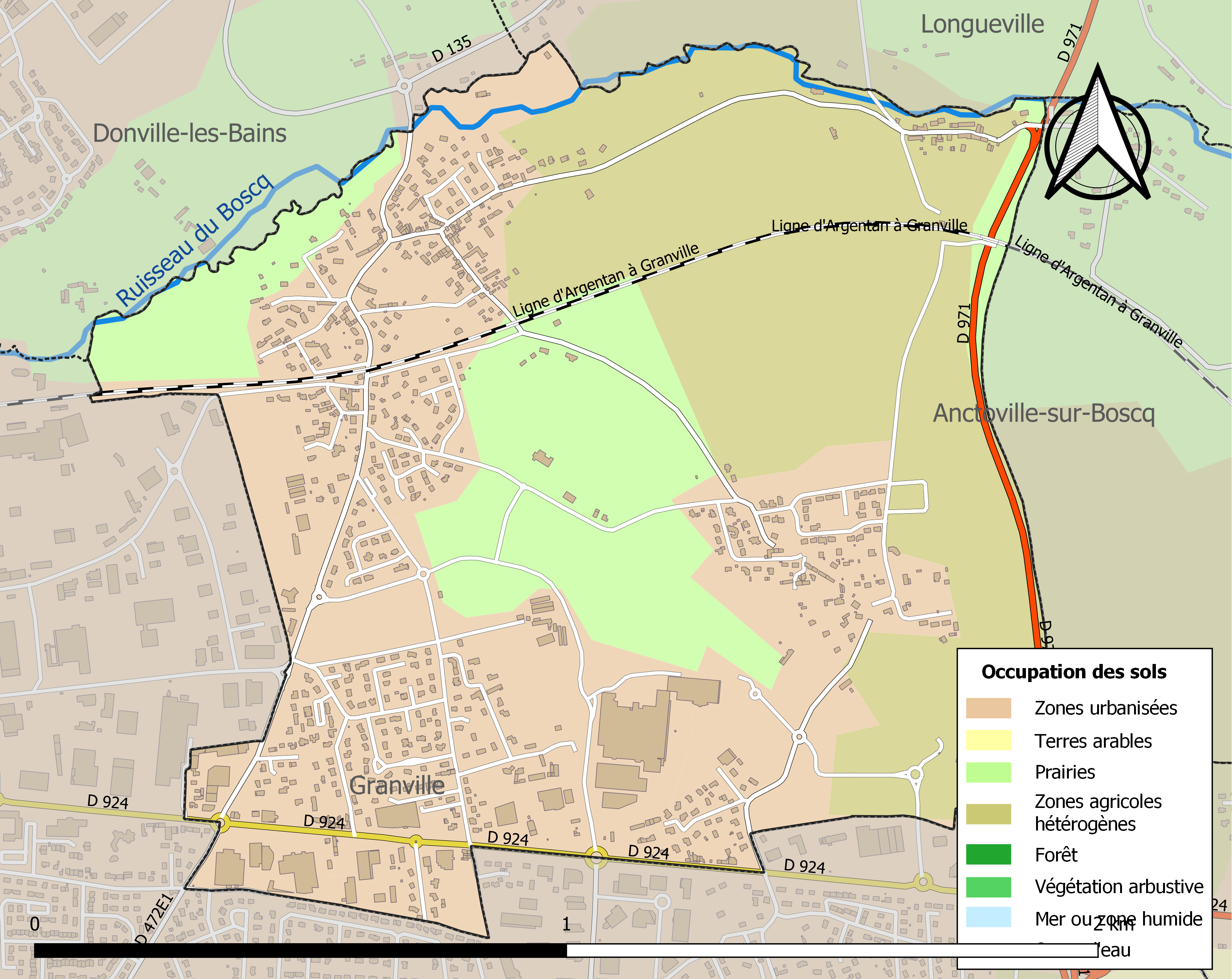
Carte des infrastructures et de l'occupation des sols de la commune en 2018 (CLC).

## Toponymie
Le nom de la localité est mentionné sous les formes Hiquelon en 1172 (Rob. Tor., p.j. XXXIII), Ikelon en 1180-1200 (B.R. Leber, av.19),, Yquelont en 1236-1244.
Les formes les plus anciennes pourrait inciter à voir dans Yquelon, un toponyme en -on, terminaison toponymique issue du gallo-roman -O / -ONE, précédé d'un radical Hiquel- ou Iquel-. Cependant comme les attestations d’Yquelon sont relativement récentes, les toponymistes s'attachent davantage aux formes plus anciennes d’Iclon à Angiens (Seine-Maritime), mentionné dès 1088 sous la forme Ichelunt. En effet, le [t] final était encore prononcé à l'époque et son maintien montre qu'il s'agit en réalité de l'élément -lunt fréquent par ailleurs en Normandie. Il représente selon ces mêmes spécialistes, l'ancien scandinave lundr « bosquet, bois »,,. Il explique de nombreux toponymes en -lon, -ron, voire -non de Normandie, dont les formes les plus anciennes sont toujours en -lunt ou -lont (exemple : Étoublon à Sotteville, Manche; Stobelont en l'an mil).
Le premier élément Yque- représente l'ancien scandinave eik « chêne » que l'on retrouve aussi dans Yquebeuf (Seine-Maritime, Ykebo XIIe siècle). François de Beaurepaire cite le substantif eik « chênes » (au pluriel) pour Yquelon, eiki « chêne » (au singulier) pour Yquebeuf et eiki « chênes » (au pluriel) pour Iclon. Or en vieux norrois, le singulier est eik (sauf au génitif eikar / eikur) et le génitif pluriel est eika (éventuellement eiki). Il s'agit donc, selon tout vraisemblance du pluriel eiki ou eika.
Le sens global de ce toponyme est donc « bosquet, bois des chênes ». Homonymie avec au moins sept autres Yclon / Iclon en Haute-Normandie, parfois sans ambiguïté comme le Bois d'Yclon (Critot, Bosc d'Iquelon en 1402) et avec Eikelund (Télémark) en Norvège, Egelund au Danemark et Ekelund en Suède.
Il est à noter que l'association de l'appellatif lundr avec un nom d'arbre va de soi et il existe plusieurs toponymes en -lon ou -ron dont le premier élément est un nom d'arbre, comme dans les nombreux Bouquelon / Bouquelonde de Haute-Normandie (exemple : Bouquelon), dont le premier élément est bók « hêtre ». Une forme lunda explique l’élément -londe(s) (exemple : Étalondes, Becquelonde, Rollonde, Vindelonde, etc.) et les nombreux la Londe plus récents. Ce terme avait le sens de « bosquet, bois » en dialecte normand encore au XVe siècle. Elle existe aussi en Scandinavie, par exemple dans Skovlunde au Danemark, équivalent du nom de lieu norvégien Skoglund.
Le gentilé est Yquelonnais

## Histoire
Le premier seigneur connu d'Yquelon est Roger de Yquelon ou Rogerius de Ikelun, qui, en 1162, apposa sa signature au bas des chartes fondant l'abbaye de La Lucerne, et dont le gisant est toujours dans l'église du lieu.
L'affaire Pierre Héry se déroule à Yquelon. Elle a été jugée par la cour d'assises de la Manche le 13 juin 1938.

## Héraldique
| Blason de Yquelon | Blason  | D'azur à l'église du lieu d'argent ouverte et ajourée de sable, au chef d'or chargé de trois coquilles de gueules. |
| Blason de Yquelon | Détails | |

## Politique et administration
| Période                                  | Période   | Identité                    | Étiquette | Qualité                                                          |
| ---------------------------------------- | --------- | --------------------------- | --------- | ---------------------------------------------------------------- |
| 1831                                     | 1835      | Jean-Pierre Pinsonnet       |           |                                                                  |
|                                          |           |                             |           |                                                                  |
| 1865                                     | 1871      | René Aimable Mulot-Durivage |           |                                                                  |
| 1871                                     | 1874      | Lambernon Carolins          |           |                                                                  |
| 1874                                     | 1876      | Alphonse Le Pelley-Fonteny  |           |                                                                  |
| 1876                                     | 1880      | Emmanuel Matté              |           |                                                                  |
| 1880                                     | 1892      | Pierre-Olivier Delarue      |           |                                                                  |
| 1892                                     | 1912      | Charles Le Pelley-Fonteny   |           |                                                                  |
| 1912                                     | 1929      | Paul Bailleul               |           |                                                                  |
| 1929                                     | 1938      | Louis Lemonnier             |           |                                                                  |
| 1939                                     | 1945      | Jacques Delalande           |           |                                                                  |
| 1945                                     | 1948      | Arsène Travert              |           |                                                                  |
| 1948                                     | 1965      | Jacques Delalande           |           |                                                                  |
| 1965                                     | 1971      | Jean Ledrans                |           |                                                                  |
| 1971                                     | 1989      | Jules Lemains               |           |                                                                  |
| 1989                                     | mars 2008 | Jean-Louis Angelloz         | SE        | Retraité de l'EDF                                                |
| mars 2008                                | mai 2020  | Chantal Tabard              |           | Adjointe administrative                                          |
| mai 2020                                 | En cours  | Stéphane Sorre              | SE        | Comptable à la Direction générale des Finances publiques (DGFiP) |
| Les données manquantes sont à compléter. |           |                             |           |                                                                  |

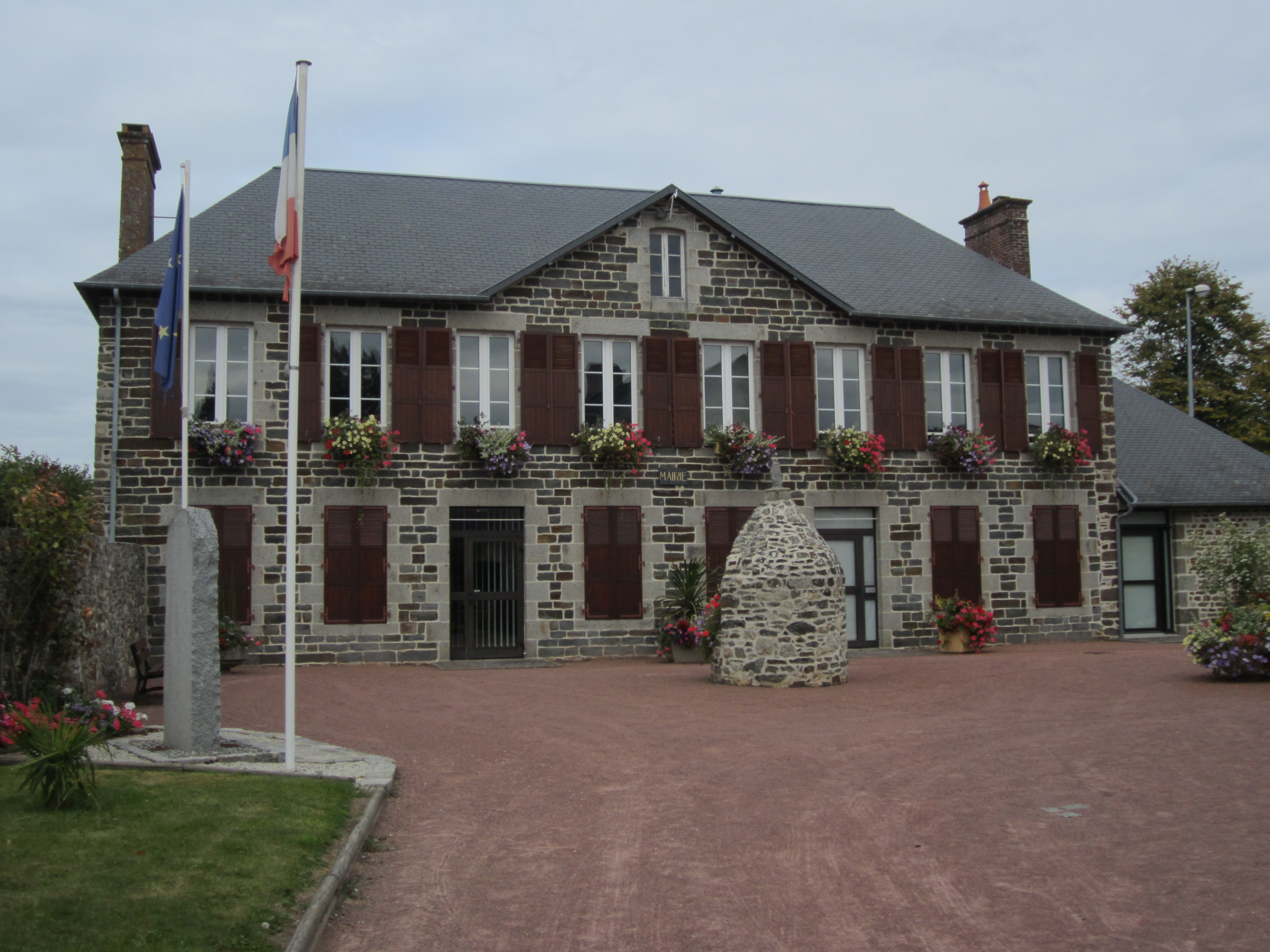
Mairie.

Le conseil municipal est composé de quinze membres dont le maire et trois adjoints.

### Administration religieuse
Culte catholique : Yquelon relève du diocèse de Coutances et Avranches. Avant 1801 la paroisse relevait de l'ancien diocèse d'Avranches puis de l'éphémère diocèse de la Manche.
L'ancienne paroisse catholique d'Yquelon, qui était à l'origine de la commune actuelle, a été supprimée en 1995. Yquelon relève désormais de la nouvelle paroisse Saint-Clément du doyenné du Pays de Granville-Villedieu. L'église reste toutefois église paroissiale, au même titre que les autres églises des anciennes paroisses.

## Démographie
L'évolution du nombre d'habitants est connue à travers les recensements de la population effectués dans la commune depuis 1793. Pour les communes de moins de 10 000 habitants, une enquête de recensement portant sur toute la population est réalisée tous les cinq ans, les populations de référence des années intermédiaires étant quant à elles estimées par interpolation ou extrapolation. Pour la commune, le premier recensement exhaustif entrant dans le cadre du nouveau dispositif a été réalisé en 2004.
En 2022, la commune comptait 1 186 habitants, en évolution de +10,94 % par rapport à 2016 (Manche : −0,31 %, France hors Mayotte : +2,11 %).
| 1793 | 1800 | 1806 | 1821 | 1831 | 1836 | 1841 | 1846 | 1851 |
| ---- | ---- | ---- | ---- | ---- | ---- | ---- | ---- | ---- |
| 419  | 497  | 460  | 474  | 505  | 494  | 485  | 479  | 470  |

| 1856 | 1861 | 1866 | 1872 | 1876 | 1881 | 1886 | 1891 | 1896 |
| ---- | ---- | ---- | ---- | ---- | ---- | ---- | ---- | ---- |
| 451  | 458  | 449  | 426  | 357  | 403  | 402  | 353  | 302  |

| 1901 | 1906 | 1911 | 1921 | 1926 | 1931 | 1936 | 1946 | 1954 |
| ---- | ---- | ---- | ---- | ---- | ---- | ---- | ---- | ---- |
| 369  | 302  | 345  | 304  | 312  | 330  | 344  | 389  | 350  |

| 1962 | 1968 | 1975 | 1982 | 1990 | 1999 | 2004 | 2006 | 2009 |
| ---- | ---- | ---- | ---- | ---- | ---- | ---- | ---- | ---- |
| 398  | 426  | 491  | 674  | 718  | 958  | 991  | 982  | 981  |

| 2014  | 2019  | 2022  | - | - | - | - | - | - |
| ----- | ----- | ----- | - | - | - | - | - | - |
| 1 048 | 1 135 | 1 186 | - | - | - | - | - | - |

## Lieux et monuments

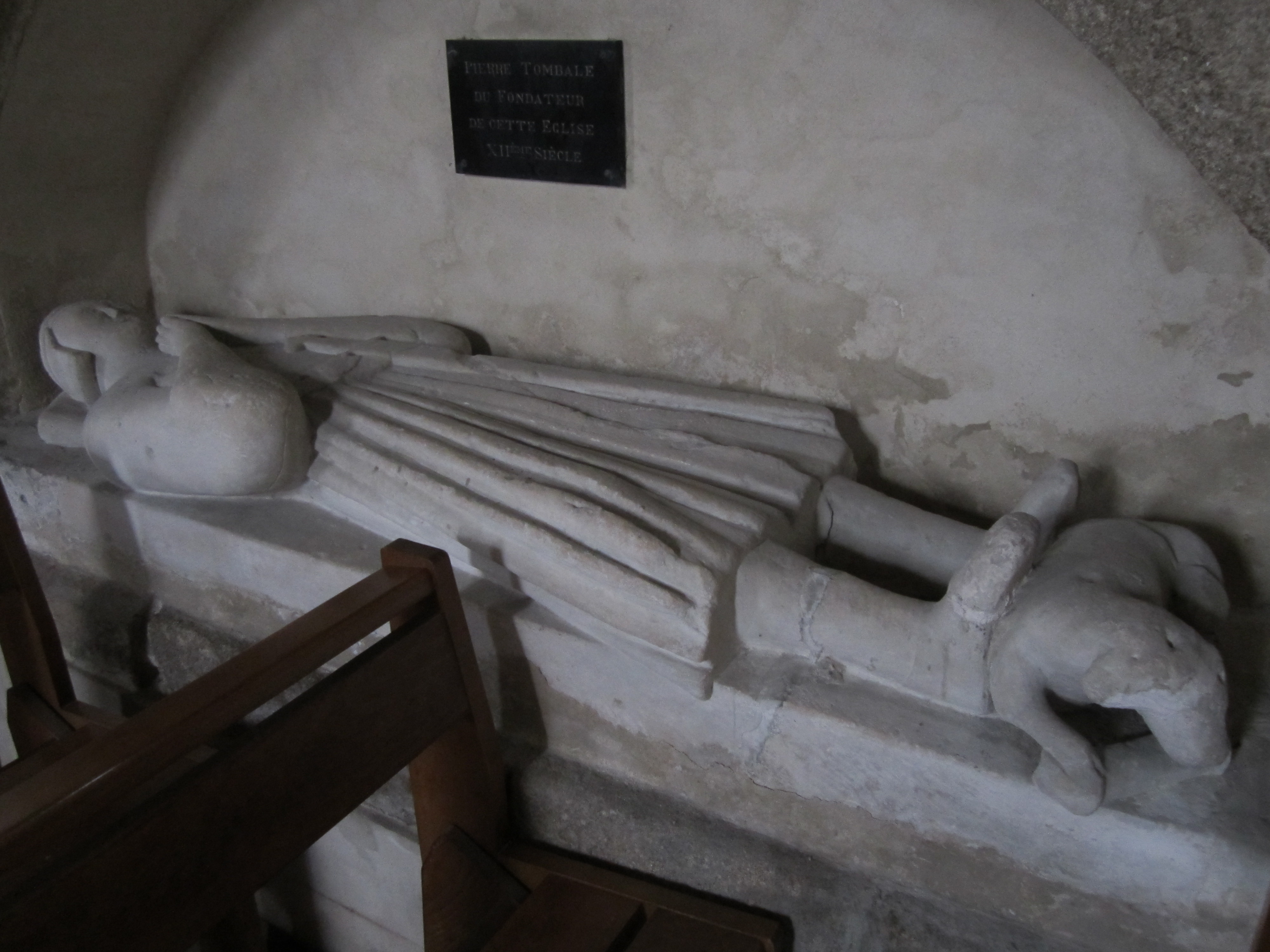
Gisant du seigneur fondateur.

- Église romane Saint-Pair, des XIIe et XVIIe siècles, flanquée de sa tour coiffée en bâtière, et, avec un chevet rectiligne[36],[Note 7].

La nef et le chœur de plan quadrangulaire à deux travées avec ses croisées d'ogives primitives sont du XIIe siècle, et son portail occidental de la seconde moitié du XIIe siècle, romans, comme le portail latéral, les fenêtres et les pierres appareillées en épi sur les murs de la nef. D'autres fenêtres ont été refaites au XVIIIe siècle. La tour de clocher édifiée contre le flanc nord du chœur date quant-a elle de la fin du XVIIe siècle.
L'édifice abrite un calice et sa patène du deuxième quart du XVIIIe et une toile sainte Catherine d'Alexandrie couronnée par un ange de 1743 signée R. Bichue, classés au titre objet aux monuments historiques, ainsi que des fonts baptismaux du XVIe, une statue de sainte Catherine d'Alexandrie du XIXe, un gisant du XIIe caché à la Révolution et retrouvé en 1885, une verrière des XIXe et XXe de Lorin.
- If funéraire, vieille croix et tombes du XIXe siècle de capitaines de frégate.
- Ancienne grange dîmière des XIIe – XIIIe siècles. Le bâtiment qui servit de presbytère et devint, en 1976, la mairie a été restaurée en 1994.
- Puits devant la mairie surmonté d'un moine, témoignant du passage des pèlerins sur le chemin montois du Cotentin.

## Activité et manifestations
- Fête communale début juillet[39].